# Napo bellus
Napo bellus är en insektsart som beskrevs av Keti Maria Rocha Zanol 2006. Napo bellus ingår i släktet Napo och familjen dvärgstritar. Inga underarter finns listade i Catalogue of Life.